# Neaneflus
Neaneflus is een kevergeslacht uit de familie van de boktorren (Cerambycidae). De wetenschappelijke naam van het geslacht werd voor het eerst geldig gepubliceerd in 1957 door Linsley.

## Soorten
Neaneflus omvat de volgende soorten:
- Neaneflus brevispinus Chemsak, 1962
- Neaneflus fuchsii (Wickham, 1905)